# Ferrari Portofino
Ferrari Portofino (Type F164) — родстер з жорстким складаним алюмінєвим дахом від італійського виробника спортивних автомобілів Ferrari, який був представлений на 23 серпня 2017 року. Чотиримісний купе-кабріолет названий на честь італійського порту Портофіно. Новий Portofino відсвяткував прем'єру на Міжнародній автомобільній виставці у Франкфурті-на-Майні у вересні 2017 року.

## Опис

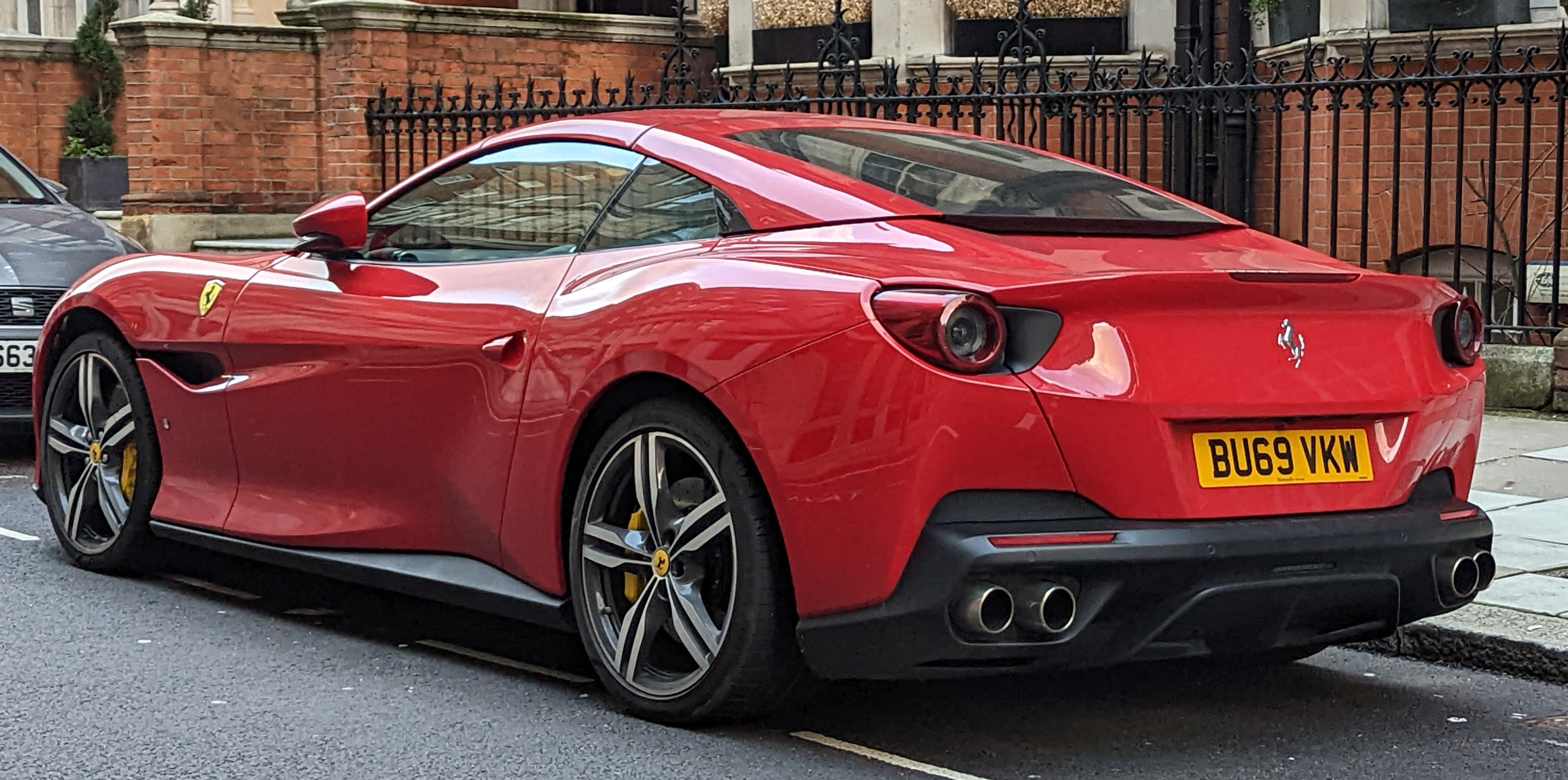
Ferrari Portofino

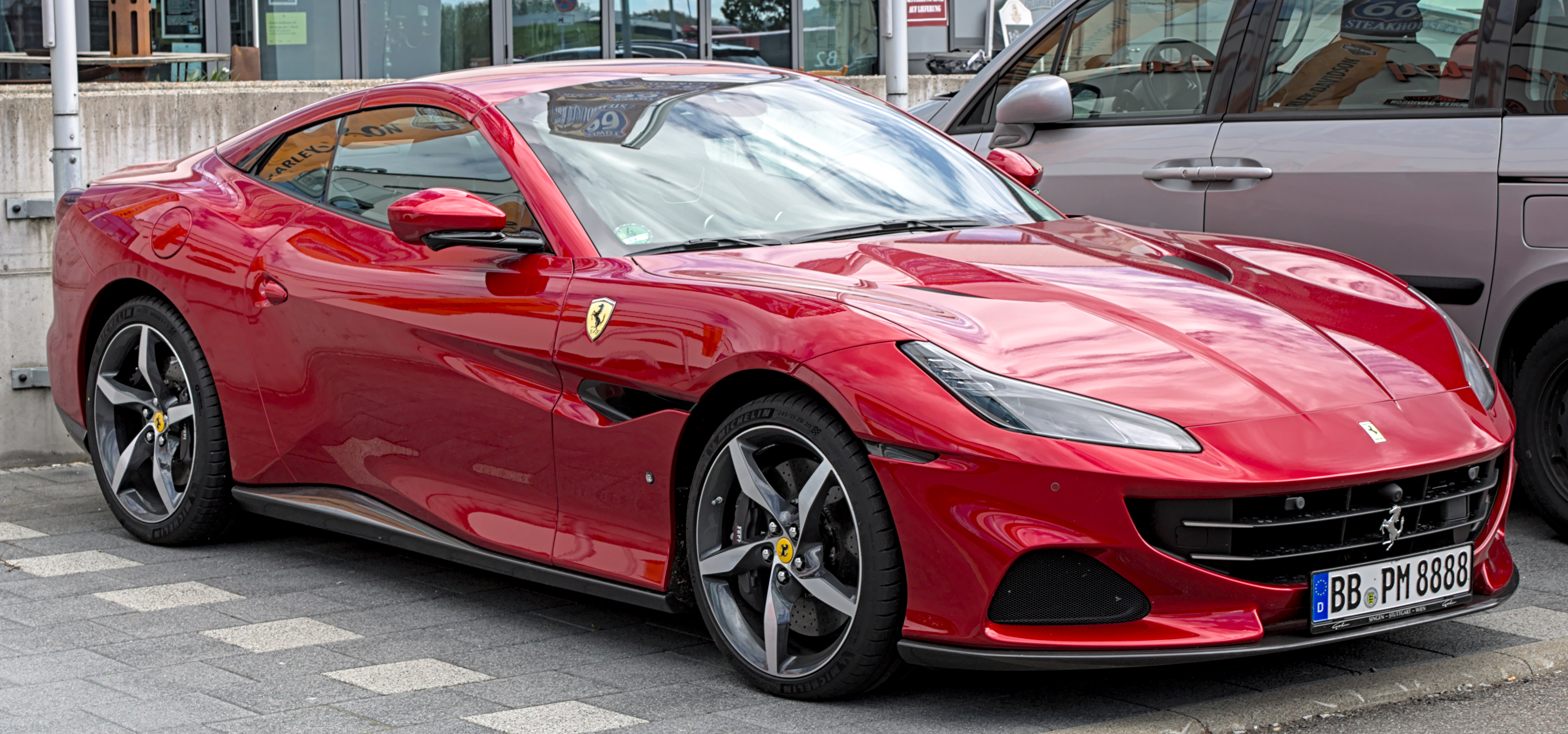
Ferrari Portofino M (з 2020)

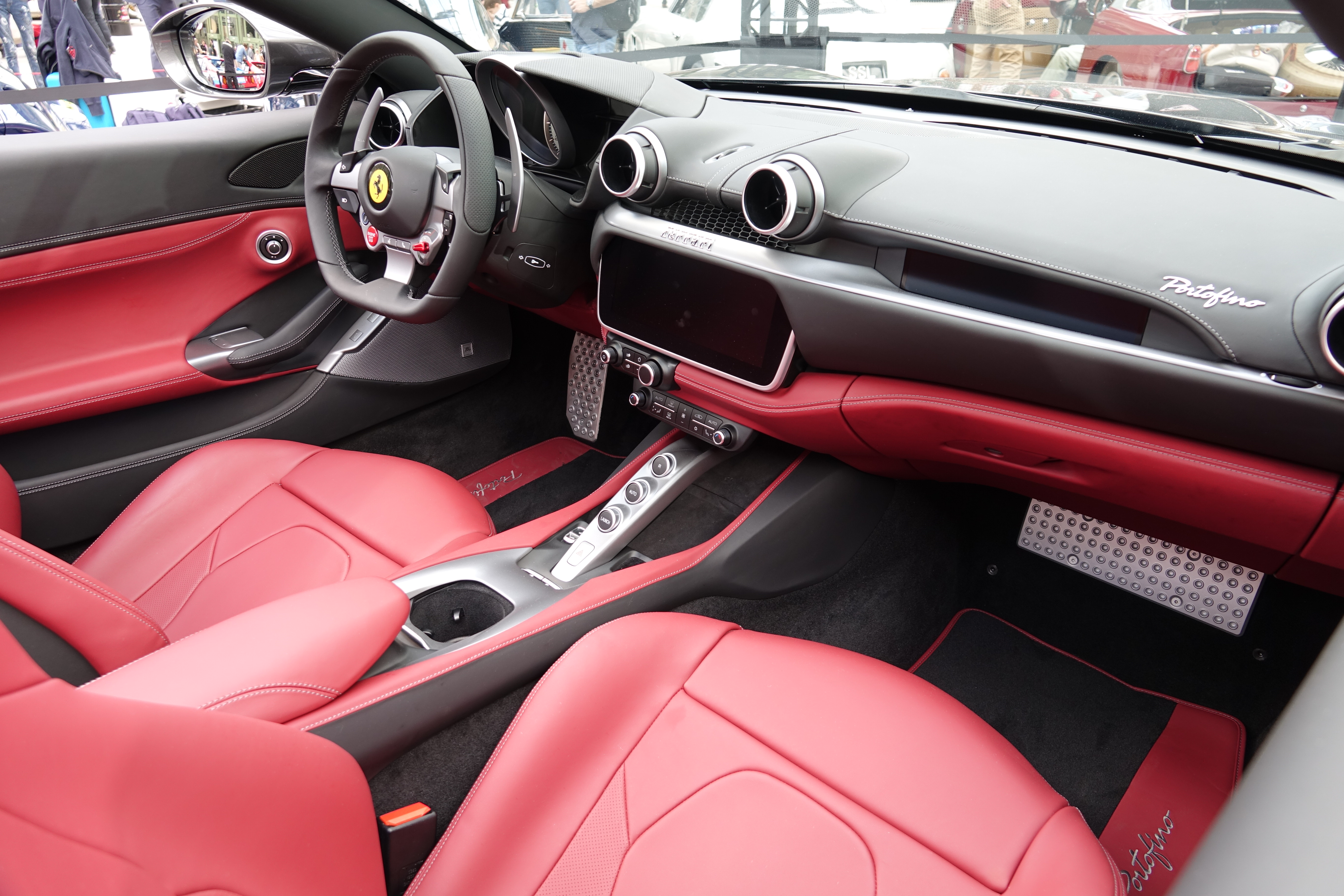
Салон

Ferrari Portofino отримала бензиновий турбодвигун 3,8 л V8 потужністю 600 к.с. при 7500 об/хв, максимальним крутним моментом 760 Нм, що досягається з 3000 до 5250 оборотів за хвилину. У двигуні були замінені поршні, шатуни, системи впуску та випуску. Електронний задній диференціал третього покоління (E-Diff3) інтегрований в комплекс трекшн-контролю F1-Trac. Крім того, проведена оптимізація адаптивної підвіски SCM-E. Нова найдоступніша модель Ferrari, оснащена семиступінчастим "роботом". Родстер набирає сотню з нуля за 3,5 с, розгін 0-200 км/год виконує за 10,8 с, а максимальна швидкість тут перевищує 320 км/год.
Жорсткий складний дах стала легше ховається в багажник швидше, ніж за 14 с.

### Рестайлінг 2020
У вересні 2020 року родстер отримав рестайлінг та змінив назву на Portofino M. В оновленому стані автомобіль отримав модифікований двигун, що має збільшений робочий об'єм до 3,9-літри та розвиває на 12 к.с. більше потужності.

## Двигун
- 3.9 L Ferrari F154BE V8 twin-turbo 600 к.с. при 7500 об/хв 760 Нм при 3000–5250 об/хв (Portofino)
- 3.9 L Ferrari F154BE V8 twin-turbo 620 к.с. при 5750–7500 об/хв 760 Нм при 3000–5750 об/хв (Portofino M)